# Torpedoboot
Een torpedoboot is een relatief klein en snel oorlogsschip ontworpen om torpedo's te lanceren op grotere oppervlakteschepen. Ze werden gebouwd om slagschepen en andere grote, langzame en zwaarbepantserde schepen met hun snelheid en wendbaarheid tegen te gaan. De huidige generatie bestaat uit motortorpedoboten. In de historische betekenis uit de 19e eeuw werd met de term torpedo verwezen naar elk explosief dat op of in het water werd gebruikt.

## Geschiedenis

### Amerikaanse Burgeroorlog

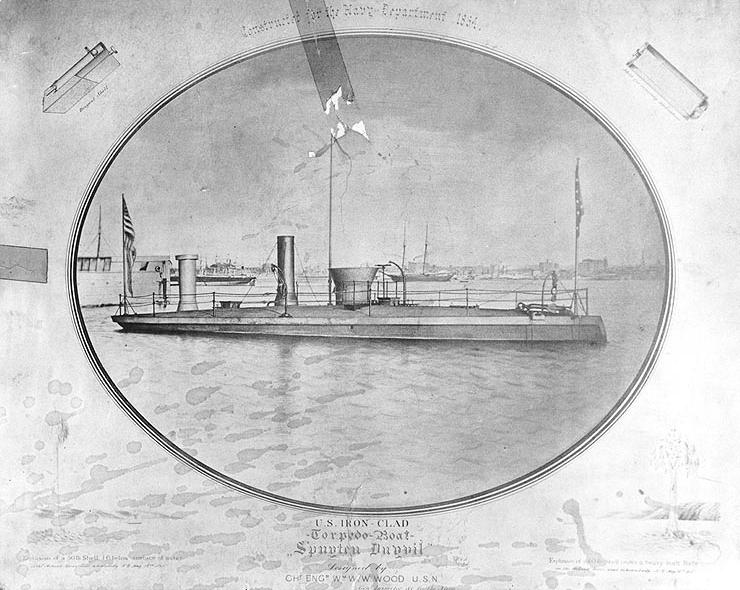
USS Spuyten Duyvil (1864)

De eerste torpedoboten werden tijdens de Amerikaanse Burgeroorlog gebruikt. In 1861 kondigde Abraham Lincoln een blokkade van de havens van de zuidelijke staten af, waardoor zij zich niet meer konden bevoorraden. Het zuiden had ook geen beschikking over de materialen die nodig zijn om grote schepen te bouwen. Een van de strategieën was het bouwen van kleine, snelle schepen die de grote, logge schepen uit moesten schakelen. De torpedoboten die tijdens de Amerikaanse Burgeroorlog gebruikt werden waren kleine bootjes die half onder water konden gaan en aan een lange paal een bomlading hadden. De bootjes voeren tegen de grote schepen aan, lieten de bom aan het schip hangen en voeren daarna naar achter om de bom (meestal met een draad) tot ontploffing te brengen. Over het algemeen waren deze boten niet erg succesvol vanwege het minimale vrijboord, waardoor ze zelfs in kustwateren amper zeewaardig waren. De motor kon zelfs doven door het opspattende water na een explosie van een eigen torpedo.

### Opkomst torpedoboten
Aan het begin van de 19e eeuw werd door nieuwe technologische ontwikkelingen mogelijk grote schepen met kanonnen te bouwen, zogenoemde slagschepen. Deze schepen waren kostbaar, alleen de grootste en rijkste landen konden ze betalen. Hoewel de vuurkracht enorm was, verminderde het gewicht van de pantser de snelheid, en de grote kanonnen die nodig waren om door zulke bepantsering te dringen vuurden erg langzaam. Dit maakte de ontwikkeling van een klein, snel en veel goedkoper schip dat slagschepen aan kon vallen aantrekkelijk.

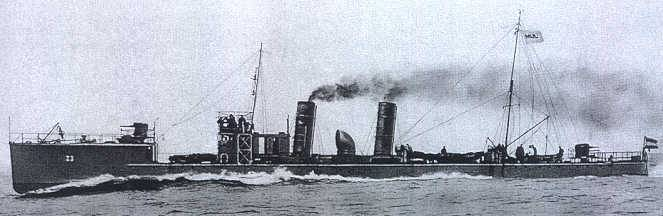
De Nederlandse torpedoboot Z3

Aan het einde van de 19e eeuw begonnen veel landen torpedoboten te bouwen - relatief kleine schepen met een lengte van ongeveer 30 tot 50 m die uitgerust waren met tot drie torpedo's en klein kaliber geschut. Ze werden aangedreven door stoommachines en haalden een snelheid van 20 tot 30 knopen (37 tot 56 km/u). Torpedoboten konden gezamenlijk aanvallen op grote schepen uitvoeren. Hoewel sommigen daarbij ten onder zouden gaan door de kanonnen van grotere schepen betekende het uitschakelen van maar een enkel slagschip al een overwinning.

### Concurrentie met torpedobootjager

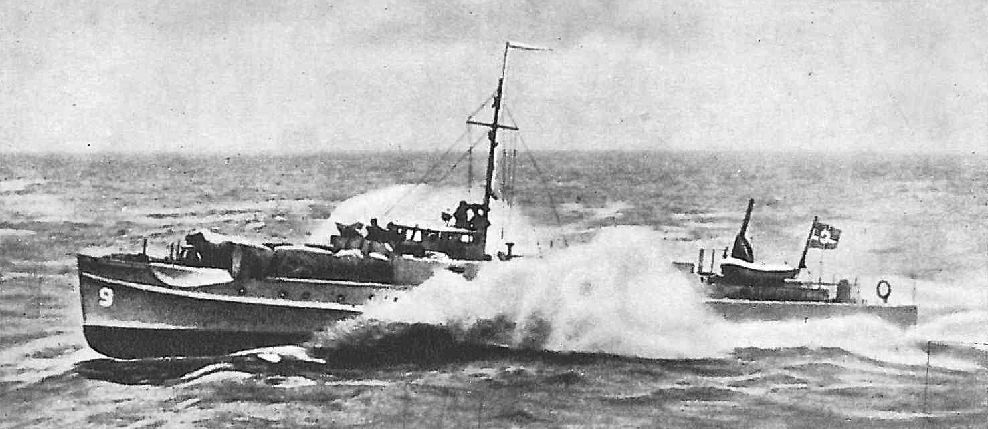
Duitse Schnellboot S-9

De introductie van de torpedoboot leidde tot een wirwar aan activiteiten in de vloten rond de wereld; kleinere en snellere kanonnen werden aan schepen toegevoegd om de nieuwe dreiging af te weren. Uiteindelijk ontstond er zelfs een geheel nieuw scheepstype: de torpedobootjager die als doel had ze af te weren. Deze schepen waren vergrote torpedoboten met eenzelfde snelheid maar ook zwaardere wapens die de torpedoboten konden aanvallen voordat deze de vloot bereikten. 
In de periode voor de Eerste Wereldoorlog, terwijl torpedoboten steeds groter en zwaarder bewapend werden, verschenen verschillende klassen torpedoboten die teruggingen naar hun begin, waarmee het weer kleine en snelle schepen werden. Het resultaat was een kleine torpedoboot, van 15 tot 30 meter lang en een snelheid van 30 tot 50 knopen (56 tot 93 km/u), die 2 tot 4 torpedo's meenam en verschillende machinegeweren. Zulke torpedoboten bleven bruikbaar tot in de Tweede Wereldoorlog. Vooral de Royal Navy, de Kriegsmarine en de United States Navy met respectievelijk Motor Torpedo Boats, S-Boote en de PT boat maakten nuttig gebruik van de torpedoboten.
Torpedobootjagers werden zo veel nuttiger, met een betere zeewaardigheid en meer mogelijkheden dan torpedoboten, dat ze torpedoboten in hun geheel vervingen. Tot de Tweede Wereldoorlog werden de klassieke torpedoboten nog in kleine getallen in sommige marines gebruikt, zoals de Duitse en de Franse. Op dat moment waren de schepen 70 tot 100 m lang en werden bewapend met 2 of 3 stukken geschut en torpedo's.
In de Tweede Wereldoorlog werden torpedoboten minder nuttig door de hogere snelheid van vloten; hoewel ze nog een snelheidsvoordeel hadden konden ze alleen nog grotere schepen aanvallen op hoge snelheid bij kleine afstanden. Na de Tweede Wereldoorlog verdwenen de torpedoboten in hun geheel.

### Opvolging
De klasse van kleine schepen is niet geheel verdwenen vanwege de komst van de geleide raket. Tegenwoordig gebruiken een aantal marines schepen met dezelfde grootte en hetzelfde concept als de oudere torpedoboten maar nu zijn deze bewapend met anti-scheepsraketten die op een afstand tussen de 30 en 70 km gebruikt kunnen worden. Dit vermindert de behoefte aan hoge snelheden. Vliegtuigen blijven een groot gevaar en de inzet tegen een gecombineerde vloot met luchtelementen is bijna suïcidaal.
Kleine en snelle schepen worden nog door veel marines en kustwachten gebruikt om de territoriale wateren tegen smokkelaars (vooral zij die drugs en wapens leveren) te beschermen. De onderschepping van mogelijk bewapende vijandelijke snelle boten moet worden gedaan door zwaar bepantserde snelle boten.